# Mike Bordin

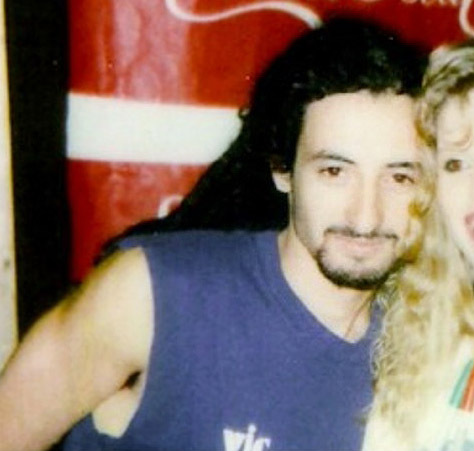
Mike "Puffy" Bordin (1990)

Mike "Puffy" Bordin (* 27. November 1962 in San Francisco, Kalifornien) ist ein US-amerikanischer Musiker, der als Schlagzeuger von Faith No More und anschließend als Schlagzeuger von Ozzy Osbourne bekannt wurde.
Bordin gründete 1982 mit Freunden eine Band namens Faith No Man, aus der später Faith No More hervorging. In dieser Zeit erhielt er wegen seiner Frisur den Spitznamen "Puffy". Bordin war dort Mitglied bis zu deren Auflösung im Jahre 1998. Bereits 1997 spielte er mit Black Sabbath bei dem Musikfestival Ozzfest und wurde nach der Auflösung von Faith No More fester Schlagzeuger in Ozzy Osbournes Band.
Seitdem trat er gelegentlich als Gastschlagzeuger in Erscheinung. Er bildete zusammen mit dem Metallica-Bassisten Robert Trujillo die Rhythmusgruppe auf Degradation Trip von Jerry Cantrell und trommelte vertretungsweise für David Silveria von Korn auf deren Sic and Twisted World Tour in den Jahren 2000/2001.
Im Jahr 2009 verließ er die Band von Ozzy Osbourne, um mit Faith No More auf eine weltweite Reunion-Tournee zu gehen.
| Personendaten    | Personendaten                  |
| ---------------- | ------------------------------ |
| NAME             | Bordin, Mike                   |
| ALTERNATIVNAMEN  | Bordin, Puffy (Spitzname)      |
| KURZBESCHREIBUNG | US-amerikanischer Schlagzeuger |
| GEBURTSDATUM     | 27. November 1962              |
| GEBURTSORT       | San Francisco, Kalifornien     |